# Mannar (Sri Lanka)
Mannar (Tamil மன்னார் Maṉṉār, singhalesisch මන්නාරම Mannārama) ist eine Stadt mit ca. 20.000 Einwohnern an der Nordwestküste Sri Lankas. Sie ist Verwaltungssitz des Distrikts Mannar in der Nordprovinz sowie Bischofssitz des Bistums Mannar. Der Jesuitenmissionar Franz Xaver soll die Stadt im Jahr 1544 besucht haben.

## Lage und Klima
Mannar gehört zum tamilisch besiedelten Gebiet im Norden Sri Lankas. Die Stadt liegt an dem der Hauptinsel zugewandten Ende der Insel Mannar 120 km südlich von Jaffna und rund 250 km nördlich der Hauptstadt Colombo. Die Stadt ist über einen 3,5 km langen Damm mit der Hauptinsel verbunden. Das Klima ist tropisch schwülwarm; Regen (ca. 1400–1800 mm/Jahr) fällt überwiegend in den Monsunmonaten Oktober bis Dezember.

## Geschichte
Die Ursprünge der Stadt liegen im Dunkeln. Während der Periode der europäischen Kolonialherrschaft kam Mannar im 16. Jahrhundert zunächst an die Portugiesen, dann 1658 an die Niederländer und 1795 an die Briten. Im Jahr 1948 wurde Ceylon, das 1972 in Sri Lanka umbenannt wurde, von Großbritannien in die Unabhängigkeit entlassen. Mannar gehört zu den Gebieten, die von tamilischen Separatisten als Teil eines unabhängigen Staates Tamil Eelam eingefordert wurden und war von 1983 bis 2009 vom Bürgerkrieg in Sri Lanka betroffen. Der Distrikt Mannar war der einzige der an der Küste gelegenen Distrikte Sri Lankas, bei dem durch den Tsunami des Jahres 2004, der durch das Erdbeben im Indischen Ozean 2004 ausgelöst wurde, keine größeren Schäden entstanden und Menschen nicht zu Schaden kamen.

## Bevölkerung
Die tamilische Bevölkerungsmehrheit in Mannar bekennt sich mehrheitlich zum Katholizismus. Vor dem Bürgerkrieg gab es in Mannar eine größere Minderheit von tamilischsprachigen Muslimen, den sogenannten Moors. Im Oktober 1990 wurden die Muslime aber systematisch aus den von der LTTE kontrollierten Gebieten der Nordprovinz vertrieben. Seit dem Ende des Konflikts ist ein Teil der vertriebenen Muslime wieder in den Distrikt Mannar zurückgekehrt. Nach der Volkszählung von 2012 sind von den Einwohnern der Division Mannar Town, welche außer Mannar-Stadt auch den Rest der Mannar-Insel und ein Gebiet auf dem Festland umfasst, etwa 60 % Christen, 20 % Hindus, 18 % Muslime und nur 2 % Buddhisten.

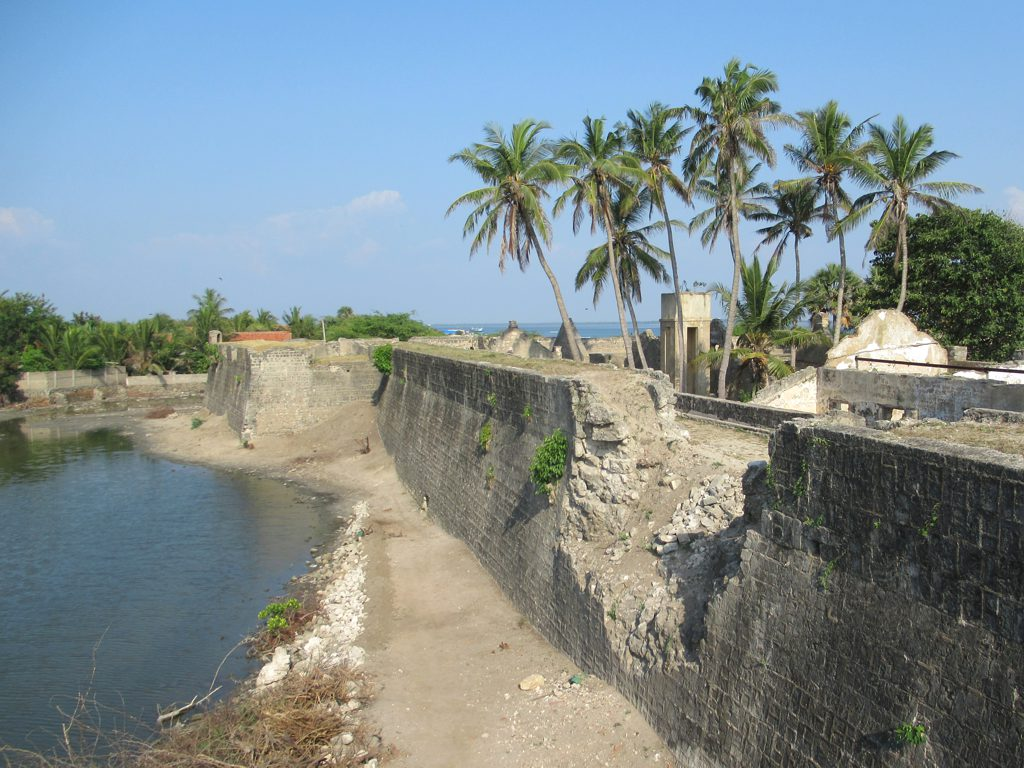
Mannar Fort

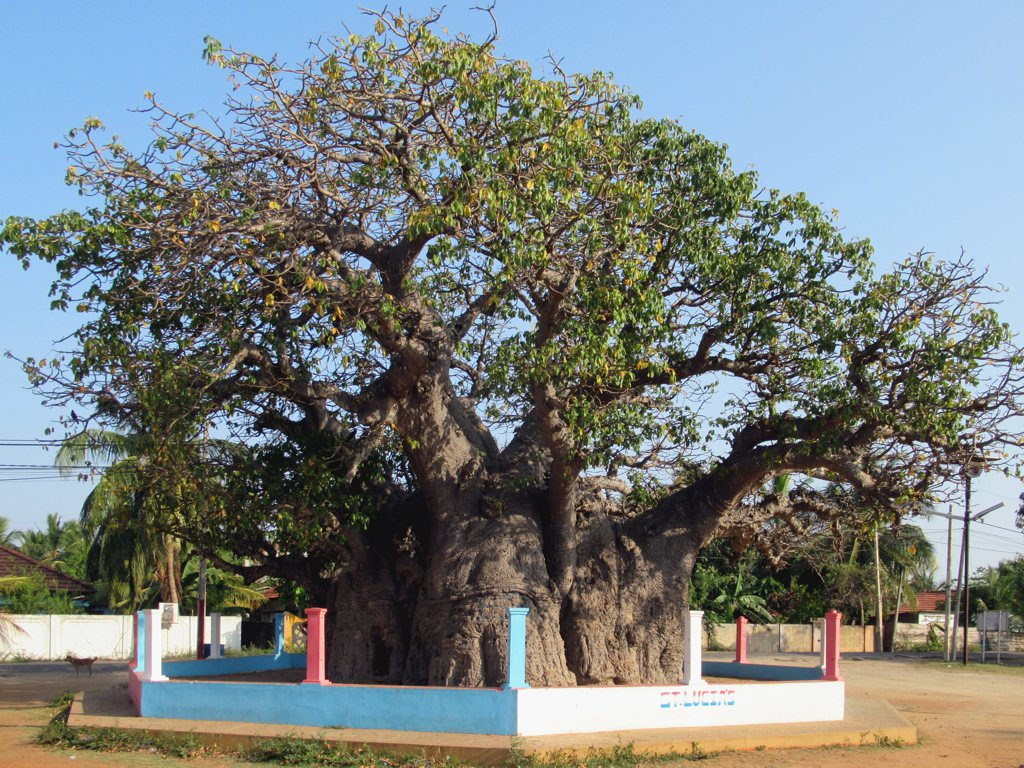
Baobab

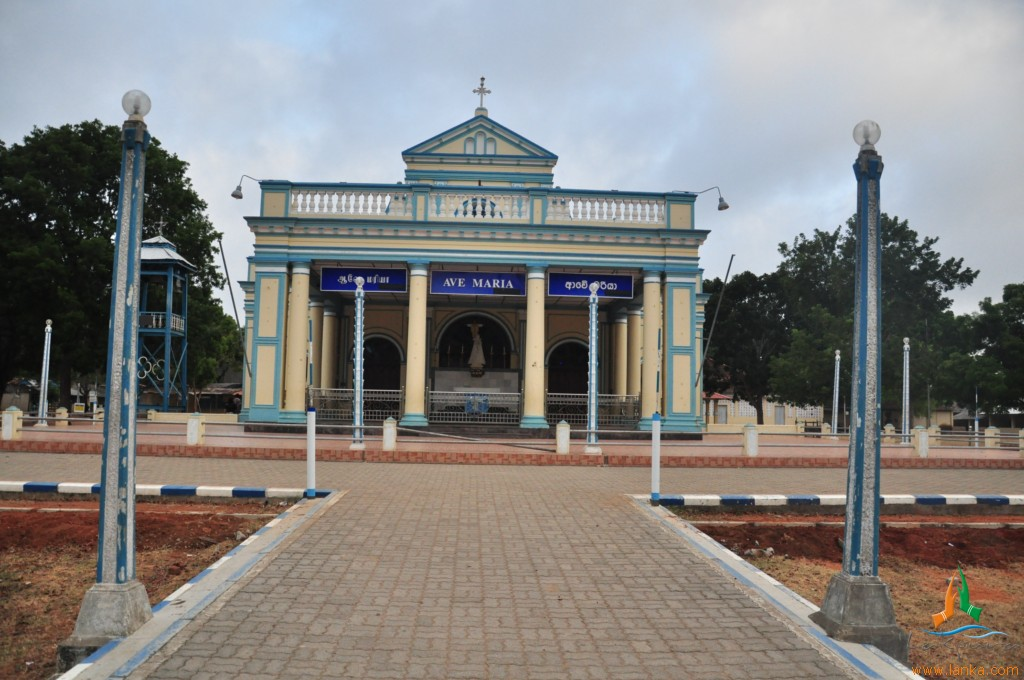
Heiligtum Unserer Lieben Frau vom Rosenkranz in Madhu

## Sehenswürdigkeiten
- Das Fort mit seinen vier Bastionen und quadratischem Grundriss wurde im Jahr 1560 – nachdem ca. 42 Jahre zuvor an dieser Stelle eine erste Befestigung entstanden war[3] – von den Portugiesen erbaut, 1658 als letzte der portugiesischen Festungen von den Niederländern erobert und 1696 von ihnen erneuert.[4] Die Festung ist gut erhalten, wird aber vom Militär genutzt und ist daher nicht öffentlich zugänglich.
- Die St. Sebastian’s Cathedral ist die Bischofskirche des Bistums Mannar.
- Etwas außerhalb der Stadt steht ein Baobab-Baum, welcher der Legende nach im Jahr 1477 von arabischen Seefahrern gepflanzt worden sein soll. Die Bäume kommen in Sri Lanka nur ganz vereinzelt vor; bekannt sind nur 40 Baobab-Bäume, von denen 34 im Distrikt Mannar wachsen. Die Einheimischen nennen die Bäume „Ali Gaha (Elefantenbaum)“, da ihre Rinde an die Haut von Elefanten erinnert. Der Umfang dieses Baumes beträgt 19,5 m, seine Höhe 7,5 m.[5]

Umgebung
- Der auf dem Festland gegenüber von Mannar liegende und dem Hindu-Gott Shiva geweihte Heiligtum Thiruketheeswaram (auch nur Keetheswaram) wurde im Jahr 1903 an der Stelle eines im 16. Jahrhundert von den Portugiesen zerstörten Heiligtums erbaut. Heute gilt er als einer der fünf wichtigsten shivaitischen Tempel in Sri Lanka.[6]
- Im Binnenland, ca. 50 km von Mannar entfernt, liegt die Marienkirche von Madhu, der wichtigste christliche Wallfahrtsort des Landes, zu dem auch Tausende von Gläubigen anderer Religionen pilgern. Im Jahr 2019 erklärte Staatspräsident Maithripala Sirisena das katholische Marienheiligtum von Madhu zum Pilgerort von nationaler Bedeutung.[7]

## Verkehr
Mannar ist über die Fernstraße A32 mit Jaffna und über die A30 mit Vavuniya verbunden. 1914 wurde die 106 km lange Eisenbahnlinie Mannar Line mit 11 Stationen von Medawachchiya nach Talaimannar am nordwestlichen Ende der Mannar-Insel fertiggestellt.  Von Talaimannar verkehrte eine Fähre in das indische Rameswaram. Der Fährbetrieb wurde aber während des Bürgerkriegs aufgegeben, auch der Bahnverkehr auf der Strecke Medawachchiya-Talaimannar musste 1990 eingestellt werden. Nach Ende des Bürgerkrieges wurde im Mai 2013 zunächst die Strecke von Medawachchiya bis zum Bahnhof Madhu Road wiedereröffnet. Seit März 2015 ist die Strecke wieder bis Talaimannar durchgehend befahrbar.